# Nowe Leszczyny
Nowe Leszczyny – część miasta Garwolina w Polsce, w województwie mazowieckim, w powiecie garwolińskim. Rozpościerają się w okolicy ulicy Sławińskiej, we wschodniej części miasta, w kierunku na Sławiny.

## Historia
Dawna wieś Leszczyny należała w latach 1867–1934 do gminy Wola Rębkowska w powiecie garwolińskim. W Królestwie Polskim przynależała do guberni siedleckiej, a w okresie międzywojennym do woj. lubelskiego. Tam, 20 października 1933 utworzyła gromadę Leszczyny w granicach gminy Wola Rębkowska, składającą się z wsi Leszczyny Nowe i Leszczyny Stare oraz folwarku Leszczyny.
15 kwietnia 1934 gromadę Leszczyny zlikwidowano, włączając jej obszar do Garwolina, 